# Радиоцентр
Радиоцентр — комплекс сооружений и технических средств, предназначенных для радиосвязи и (или) радиовещания.

## Классификация и устройство
По функциональному признаку различают:
- Приёмные радиоцентры. Каждый состоит из передающей радиостанции, трансформаторной подстанции и технических зданий, в которых расположены радиопередатчики и обеспечивающее их работу оборудование вспомогательных систем (электропитания; коммутации антенн и дистанционного управления ими; блокировки участков, опасных для работы обслуживающего персонала, и сигнализации и контроля за нормальной работой оборудования; диспетчерской и телефонной связи; сети электрических часов для правильного отсчёта времени и др.)[1]
- Передающие радиоцентры. Каждый состоит из приёмной радиостанции и технического здания[2].
- Приёмно-передающие радиоцентры.[3]

Комплекс устройств и сооружений, объединяющих в себе вещательный радиоцентр и телестанцию, называется радиотелестанцией (передающей радиотелестанцией, ретрансляционной радиотелестанцией, англ. transmitting station, в России - радиотелевизионной передающей станцией), однако во многих странах как для обозначения устройства для формирования радиочастотного сигнала, так и комплекса устройств и сооружений для передачи программ телевизионного и радиовещания используется термин «передатчик» (нем. Sender, фр. Émetteur de radiofréquences, ит. trasmettitore).

## Руководство телевизионными станциями
Вещательные радиоцентры и передающие радиотелестанции в части стран принадлежат телекоммуникационным организациями, либо их дочерним организациям («Теледиффузион» во Франции, «Дойче Функтурм» в ФРГ), в другой части стран - вещательные организации (частично в ФРГ), либо их дочерним организациям («РАИ Вай» в Италии).

## Радиоцентры в СССР
В послевоенные годы холодной войны и железного занавеса в СССР были построены десятки радиоцентров, осуществлявших крупномасштабное вещание на коротких, средних и длинных волнах, охватывающее всё население СССР, а также массированное вещание на зарубежные страны. Все крупные радиоцентры работали также и на глушение прослушивания нежелательных в СССР зарубежных радиостанций.
С 2014 года правительством РФ проводится политика по сворачиванию мощного эфирного AM радиовещания под предлогом нехватки средств. В результате АМ вещание было прекращено, все гражданские КВ/СВ/ДВ радиоцентры были переданы на баланс местных властей, а затем заброшены. Таким образом, в эфире остались только радиоцентры в бывших советских республиках, имеющие контракты на иновещание от зарубежных вещателей.
Крупнейшие КВ/СВ/ДВ радиопередающие центры, построенные в советские годы, имевшие в 2000-е годы вещательные мощности более 1000 кВт:
- Радиоцентр № 3 — Талдом Московской области (56°44′19″ с. ш. 37°37′23″ в. д.HGЯO)
- Радиоцентр № 9 — Электросталь Московской области (55°46′52″ с. ш. 38°25′38″ в. д.HGЯO).
- Радиоцентр № 9 (бывший радиоцентр № 11) — Электроугли Московской области (55°44′14″ с. ш. 38°09′02″ в. д.HGЯO).
- Радиоцентр № 1 «Лесной» — Лесной Московской области. (56°03′56″ с. ш. 37°56′47″ в. д.HGЯO)
- Радиоцентр № 11 — Красный Бор, Санкт-Петербург (59°40′03″ с. ш. 30°42′04″ в. д.HGЯO)
- Радиоцентр № 9 «Радуга» — образующий посёлок Радуга Новосибирской области (55°29′36″ с. ш. 83°41′27″ в. д.HGЯO).
- Радиоцентр № 1 имени А. С. Попова  — Новосемейкино Самарской области (53°23′17″ с. ш. 50°20′02″ в. д.HGЯO).
- Радиоцентр № 7 — Ангарск Иркутской области (52°25′21″ с. ш. 103°40′20″ в. д.HGЯO)
- Кубанский радиоцентр — Краснодарский край (45°28′22″ с. ш. 40°06′10″ в. д.HGЯO)
- Радиоцентр Толкын, Казахстан
- Радиоцентр Николаев, Украина
- Радиоцентр Красная Речка, Кыргызстан ()
- Радиоцентр № 5 «Сосновый», Могилёвская область, Белоруссия (53°24′39″ с. ш. 28°31′56″ в. д.HGЯO)
- Радиоцентр Красне, Львовская область, Украина (49°53′58″ с. ш. 24°40′25″ в. д.HGЯO)
- Радиоцентр Норатус (Гавар), Армения (40°24′48″ с. ш. 45°11′32″ в. д.HGЯO)
- Радиоцентр «Маяк», Григориополь, Молдавия (47°16′31″ с. ш. 29°24′46″ в. д.HGЯO)
- Радиоцентр № 1 Душанбе – Янги-Юль, Таджикистан (38°28′52″ с. ш. 68°48′29″ в. д.HGЯO)
- Радиоцентр № 5 Душанбе – Орзу, Таджикистан (37°31′14″ с. ш. 68°47′55″ в. д.HGЯO)
- Радиоцентр Ташкент, Узбекистан (41°12′55″ с. ш. 69°08′39″ в. д.HGЯO)

— из перечисленных лишь 6 последних по состоянию на 2022 год осуществляют полноценную радиовещательную деятельность, остальные мощности либо полностью разрушены, либо силами местных властей находятся в состоянии псевдо-консервации.

### Подчинение
В 1924-1928 гг. руководство частью вещательных радиоцентров осуществляли директора широковещательных станций, подчинённых акционерному обществу "Радиопередача", обществу друзей радио или профессиональным союзам, а с 1928 года - Народному комиссариату почт и телеграфов СССР (позднее - Народный комиссариат связи СССР, с 1946 года - Министерству связи СССР). В 1934 году непосредственное руководство передающей частью каждого из радиоцентров было передано директорам радиоцентров (1-ю программу Всесоюзного радио передавала Радиостанция имени Коминтерна, 2-ю программу - Радиостанция ВЦСПС, в 1998 до начала 2010-х гг. - радиопрограмму "Радио 1" передавал Радиоцентр №11, радиопрограмму "Маяк" - Радиоцентр №7, радиопрограмму "Радио России" - Радиоцентр №3), подчинённым республиканским (АССР), краевым или областным управлениям связи, творческая часть - редакторам тематических редакций, в середине 1960-х гг. - главным редакторам тематических главных редакций, руководство инженерно-технической частью подготовки программ с 1957 года осуществлялось главным инженером Государственного дома радиовещания и звукозаписи и заместителями по техническим вопросам председателей комитетов по радиовещанию и телевидению советов министров АССР, край- и облисполкомов, с 1992-1993 года - заместителей по техническим вопросам республиканских, краевых и областных телерадиокомпаний. В 1938 году радиоцентры Московской, Ленинградской и Куйбышевской областей были подчинены дирекциям радиовещания, в 1955 году - дирекциям радиовещания и радиосвязи, в 1973 года - директорам союзных узлов радиовещания и радиосвязи, в 1987 года - производственным объединениям радиовещания и радиосвязи, в 1992 года - государственным предприятиям радиовещания и радиосвязи, в конце 1990-х - директорам центров радиовещания и радиосвязи. В течение 1960-1980-х гг. многие радиоцентры были подчинены директорам местных телецентров, директорам радиотелевизионных передающих станций и директорам радиотелевизионных передающих центров.
В 1992 году руководство всеми радиоцентрами, находившимися на территории России, было передано Министерству связи РФ, в 1998 году - Всероссийской государственной телерадиокомпании, в 2002 году - ФГУП РТРС.